# Persécutions d'Armleder
Les persécutions d'Armleder sont une série de massacres contre les Juifs en Franconie et en Alsace entre 1336 et 1339.

## Histoire

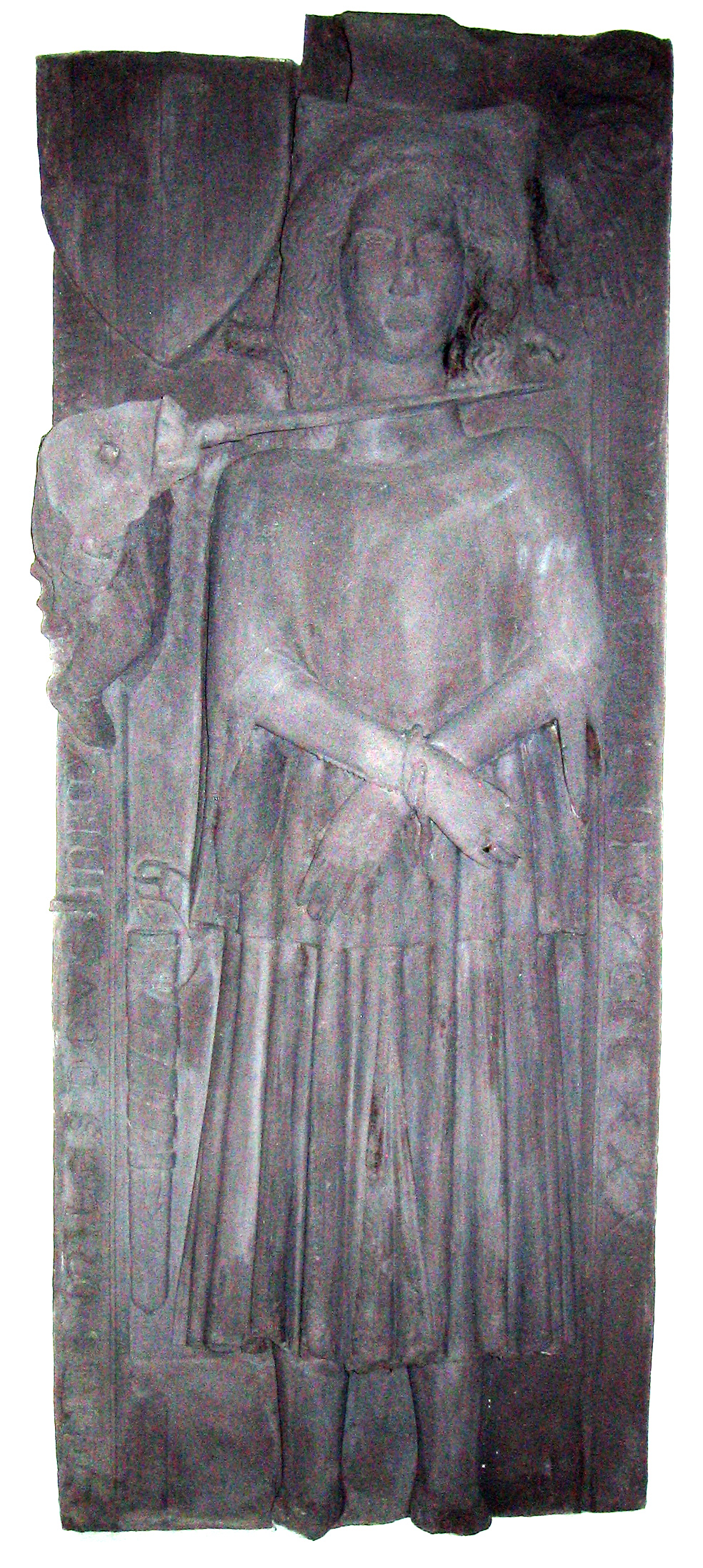
Mémorial à Arnold von Uissigheim dans l'église paroissiale Saint-Laurent à Uissigheim.

En 1336, un noble de Franconie, Arnold von Uissigheim (en), prétendant qu'un ange lui avait donné cette mission, rassemble une bande de maraudeurs et pille et massacre les Juifs. Ces assassins se font appeler Judenschläger (littéralement : frappeurs de Juifs). Peu de temps après, John Zimberlin, un aubergiste de Haute-Alsace, suit l'exemple donné en Franconie. Il attache des morceaux de cuir autour de ses bras et demande à ses partisans de faire de même. C'est ainsi que naît le nom Armleder (littéralement : cuir de bras). Leur chef est appelé Roi Armleder, et sous sa direction, ils marchent à travers l'Alsace, massacrant des Juifs dans environ 120 communautés, y compris Rouffach, Ensisheim, Mulhouse et Ribeauvillé.
Ceux qui ont la chance de s'échapper fuient à Colmar, où les citoyens les protègent. Armleder, enivré par le succès, assiège la ville et dévaste les environs. Les citoyens demandent de l'aide à l'empereur Louis IV. Quand Armleder entend dire que les troupes impériales approchent, il s'enfuit en France. Mais dès que l'empereur quitte le pays, Armleder réapparaît. Les persécutions se répandent bientôt en Bavière, en Bohême, en Autriche, en Styrie et en Carinthie,
Les seigneurs d'Alsace, sous la direction de l'évêque de Strasbourg, forment une alliance (17 mai 1338), dont les membres s'engagent à poursuivre Armleder et quinze de ses partisans les plus éminents. Mais, il est très difficile d'attaquer les partisans d'Armleder ; et l'année suivante, un chevalier, Rudolph d'Andlau, conclut un accord avec le Roi Armleder, accordant une amnistie à lui et à ses partisans, à condition qu'ils s'abstiennent de molester les Juifs pendant les dix prochaines années. Bien que les attaques cessent pour un temps, les Juifs, pendant les dix années d'armistice, ne vivent jamais en sécurité ; et en 1349, il y a les terribles massacres à l'occasion de la peste noire, auxquels les attaques d'Armleder avaient été le prélude.